# 猿轡

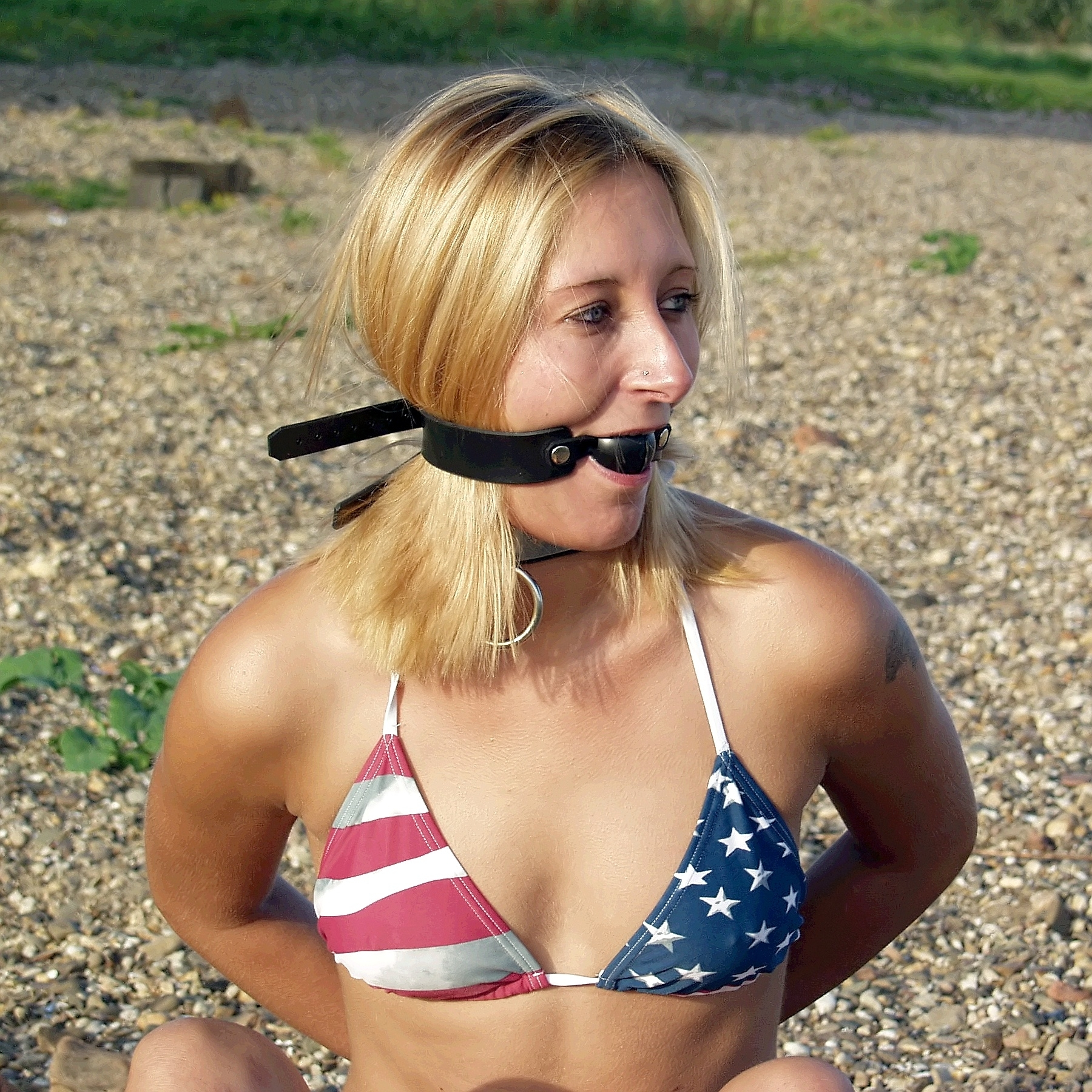
猿轡

猿轡（さるぐつわ、英: gag）とは、声をたてさせないために布などを口に押し込んだり、かませたりするもの。

## 概要
一般的な猿轡は、口の中に布を詰め込んでその上からタオル等で覆うもの、スカーフや手拭などの布を1回結んで瘤をつくり、その瘤を口に噛ませて後頭部で縛るものなどがある。また市販品では、ゴルフボール大の玉に革紐がついていて、玉を口に押し込んで紐で固定するもの、厚手の革で口全体を覆うもの、エボナイトの棒を口に噛ませ紐で固定するものなどがある。最近ではガムテープ等で口の上から貼り付けることもある。
市販の猿轡は、猿轡本来の目的よりもむしろ視覚的な効果を期待する場合に用いることが多い。声を立てさせないためには、ガムテープ等で口の周りをぐるぐる巻きにするのが静粛性および耐久性の点で最も効果的である。布を使う場合には布切れを口一杯に詰め込んで、それを吐き出せないように上から別の布で縛るのが効果的である。ただし、場合によっては窒息などの危険があるので注意が必要であり、また、顔をこすりつけることにより猿轡が外れる場合があるという欠点もある。単に布で口を覆うだけではほとんど声を封じることはできない。
最近では、若い女性の間でファッションの一部としてボンデージルックを身につけたり、アクセサリーとして玉猿轡（ボールギャグ）をチョーカーのように首につけたりする者もいる。玉猿轡（ボールギャグ）は、いびき防止のための道具として用いられることもある。
また、猿轡を噛ませれば舌を出すことが不可能になるので、舌を噛んでの自殺への対処法としてもとても効果的である。

## 使用上の注意
猿轡をかませる際には意識があることが重要である。気絶している場合には窒息する危険性があり、特にクロロホルム等で意識を失った場合は嘔吐することがあり、窒息の原因になるので、必ず意識が戻った後に猿轡を噛ませることが望ましい。意識があったとしても、窒息して気絶・死亡する場合もあり、常時状態を確認する必要がある。
日本の警察が自殺の恐れから対象に猿轡を使用したが、窒息して植物状態になった事件も起きている。ドイツでは、国外追放した亡命希望者Marcus Omofumaの拘束に粘着テープを用いて死亡させる事件が起きている。

## 名称・語法
轡は馬具の一つで馬の口に噛ませて手綱をつけるものであるが、ちょうど猿に轡を噛ませたような状態であるところからこのような呼び名となった。また古来、雨戸や自在鍵などを固定する用具を猿といったことからその名前がついたとの説もある。
用法としては「猿轡を噛ませる」という使い方が正しい。「噛ませる」には、単に口に入れるという意味だけではなく、ぴったりと嵌めるという意味がある。但し、猿轡という言葉を使う人の認識度を表すニュアンスとして、「さるぐつわ」や「サルグツワ」、あるいは「猿轡を嵌められた」「猿轡をする」などと表現することもある。

## BDSMプレイ用の猿轡
BDSMプレイのアイテムとしても、猿轡は広くマニアの間で活用される。主に被虐者、それも緊縛されて自由を奪われた状態のパートナーに対し、責め手側の方が自分の考えで嵌めるものとして登場する。使用目的は主に、同時に行う責め行為（鞭打ちや蝋燭責めなど）に際して、プレイの進行を侵害するような悲鳴を上げさせないためであるが、同時に
- 被虐者の拘束感や屈辱感そのものをさらに高める。
- 救いや許しを求める被虐者の自由を奪い、その行為そのものを責めとして楽しむ。
- 口中からもれる声にならない声を聞き、被虐者が本当は何といいたいのか想像して楽しむ。

といった目的や楽しみ方なども存在する。
猿轡に用いる道具は、上述したスカーフ、手拭、玉猿轡（ボールギャグ）などが通例だが、変わったものでは被虐者がそのときに履いていた下着（パンティーなど）を用いる例もある。衛生面の配慮などは要されるが、それまで自分が履いていた下着を用いた猿轡というものは、被虐者の屈辱感を最大級に高める目的としては恰好のアイテムのひとつだといえる。